# Borró cassette

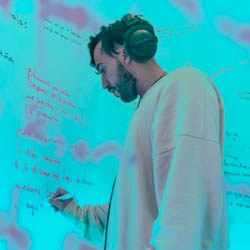
El compositor: René David Cano Ganador del Grammy Latino 2015 a Mejor Canción Urbana.

«Borró cassette» es el segundo sencillo del álbum Pretty Boy, Dirty Boy del cantante colombiano Maluma. El sencillo fue lanzado el 29 de junio de 2015. Y el videoclip lo lanzó dos meses después, el 28 de agosto de 2015.
La canción tuvo una rápida aceptación en las emisoras de Colombia, que hizo que fuera más popular que su sencillo anterior «El tiki».

## Video musical
El video, que se grabó en Nueva York bajo la dirección de Ulysses Terrero, «Narra la historia de alguien que amanece en una habitación de hotel y no sabe cómo llegó ahí», según dijo Maluma en una entrevista con El Espectador. El vídeo cuenta con más de 1297 M  de reproducciones en YouTube.

## Posicionamiento

### Listas semanales
| Lista (2015/2016)               | Mejor posición |
| ------------------------------- | -------------- |
| Colombia (National Report)      | 1              |
| España (El portal de la Música) | 23             |
| US Latin Airplay (Billboard)    | 3              |

### Anuales
| País   | Certificador   | Lista         | Mejor posición |
| 2016   | 2016           | 2016          | 2016           |
| ------ | -------------- | ------------- | -------------- |
| México | Monitor Latino | Top pop anual | 97             |

## Certificaciones
| País                                                             | Certificación | Ventas  |
| ---------------------------------------------------------------- | ------------- | ------- |
| Italia (FIMI)                                                    | Oro           | 15,000  |
| España (PROMUSICAE)                                              | Platino       | 120,000 |
| ^ cifras de envíos sobre la base de la certificación por sí sola |               |         |